# Regenboogforel
De regenboogforel (Oncorhynchus mykiss, voorheen ook bekend als Salmo gairdneri) is een van de Pacifische zalmen. Speciaal voor de consumptie gekweekte regenboogforel wordt vaak verkocht als zalmforel. De twee hoofdvormen zijn "Steelhead" (staalkop) en "Redband" (roodband). De "Steelhead" is een anadrome vorm, de "Redband" een zoetwatervorm die in een flink aantal lokale ondersoorten voorkomt. De bekende kweekforellen zijn veredelde "Steelheads".

## Herkenning
Het lichaam is niet uitgesproken slank of fors, de bek is groot en de beschubbing is fijn. De aarsvin heeft een erg korte basis vergeleken met de aarsvin van de andere Pacifische zalmen.
De achtergrondkleur van het lichaam varieert van geelbruin in zoet water tot zilverachtig bij anadrome en meervormen. Het beste onderscheidingsteken tussen regenboogforel en de gewone forel is de volledig zwartgestippelde staartvin, die ook nauwelijks gevorkt is.
De steelheadvorm heeft een roze schijnsel over de flanken en de kieuwdeksels. De rug is olijfgroen en de flanken zijn zilverachtig. De buikvinnen, borstvinnen en aarsvin zijn grijs. De vetvin is gevlekt.

## Verspreiding

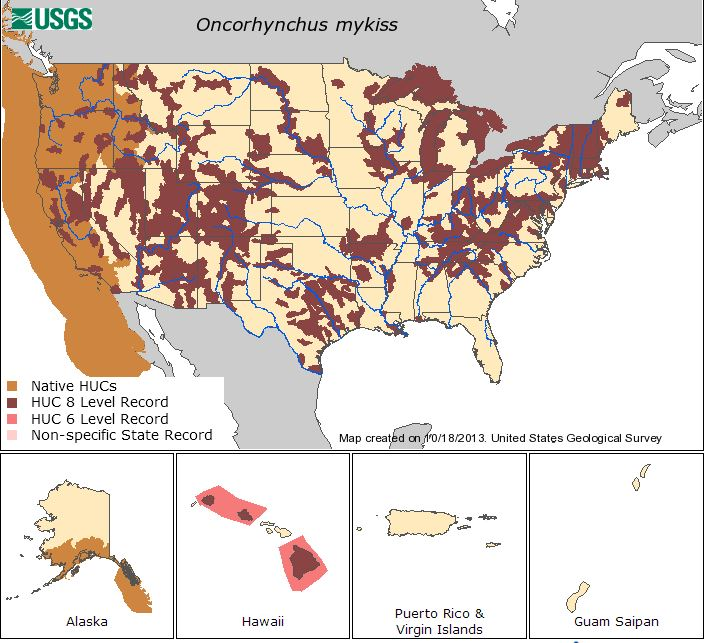
Verspreiding van de regenboogforel in de VS, met onderscheid tussen de oorspronkelijke (bruin) en effectieve (bordeaux) verspreiding.

Het oorspronkelijke verspreidingsgebied van de anadrome regenboogforel was het noorden van de Grote Oceaan, met paaigebied langs de hele westkust van Canada en de Verenigde Staten, inclusief de zuidkust van Alaska. Via de ondersoort Oncorhynchus mykiss mykiss strekte het oorspronkelijke gebied zich uit tot in oostelijk Rusland, onder meer met paaigebieden op het schiereiland Kamtsjatka.
De vis is commercieel echter een van de meest gekweekte soorten op aarde, die daarenboven erg geliefd is om uit te zetten ten behoeven van de hengelsport. Daardoor komt de vis ondertussen voor op alle continenten behalve Antarctica, al plant hij zich in de iets warmere gematigde streken niet voort. In het oosten van de VS en Canada heeft de vis zich hierdoor al meer dan een eeuw gevestigd. Zo komt hij bijvoorbeeld al sinds 1887 voor op Newfoundland en sinds 1899 in Canada's oostelijke Maritieme Provincies.

## Levenswijze
- De anadrome vorm, steelhead verblijven gedurende een periode die varieert van 18 maanden (4 kg) tot 48 maanden (13 kg) in zee. De dieren verblijven uiterlijk 60 maanden op zee, waarna ze bijna 20 kg wegen. Op zee eten de steelheads vis. Als de vissen het zoete water op trekken stoppen ze met eten, zoals andere zalmen en zijn dan ook vrij moeilijk aan de hengel te vangen.
- De zoetwatervorm, de redband bestaat uit pure riviervissen en vissen die in meren opgroeien. Ze bereiken niet de gewichten van steelhead en hun levenswijze is analoog aan die van de beekforel. Ze bezetten een territorium in de rivier en pikken alle langskomende voedseldieren op. Grotere regenboogforellen prederen wel minder op vis dan beekforellen. De groei is erg langzaam vergeleken met die van steelhead. Ze doen er vier jaar over om een gewicht van een pond te bereiken. Veel vormen van de redband worden ernstig in hun voortbestaan bedreigd.

### Paai
Vlak voor de paai krijgt het mannetje een verlengde onderkaak en de beide geslachten krijgen een donkere kleur met meer uitgesproken stippen en de roze streep wordt intenser.
De regenboogforel paait in het voorjaar. Het vrouwtje graaft diverse kuilen die wat langer dan haar lichaam zijn en een enkele centimeters diep, door op haar zij liggend met de staart te slaan.
Als het vrouwtje de kuilen graaft wordt ze meestal begeleid door meerdere mannetjes waarvan er één dominant is dat de andere mannetjes wegjaagt met zijn verlengde onderkaak.
Nadat de eitjes zijn afgezet en bevrucht door een of meerdere mannetjes worden ze vaak weer ondergewerkt door het grind dat opgewerveld wordt door vrouwtjes die iets stroomopwaarts een nestkuil aan het graven zijn. Een forel van 4.5 kg zet ongeveer 4.000 eitjes af van elk van 2 tot 5 mm groot. Het duurt bijzonder lang voordat de ontwikkeling van ei tot larve is voltooid. Het kan wel vijf maanden duren voor ze uitkomen. Na het uitkomen blijven de larven nog enkele weken in het grind voordat ze zelfstandig voedsel gaan zoeken.

### Opgroeifase
Ook deze soort heeft een parrstadium met vingerachtige markeringen aan de flanken, dat verdwijnt als de vissen ouder worden. Er is veel predatie op jonge regenboogforel door ijsvogels, aalscholvers, sterns en andere vissen.

## Visteelt
De regenboogforel wordt veel gebruikt in de visteelt. Er zijn een groot aantal variëteiten voor verschillende doeleinden. Het vlees van een regenboogforel heeft van nature een roze kleur door de kleurstof astaxanthine. Deze stof verkrijgt de in het wild levende forel uit het voedsel van garnaaltjes en kreeftjes. Gekweekte forellen krijgen deze stof niet uit natuurlijk voedsel en hun vlees is daarom grijs. Uit commerciële overwegingen wordt kweekforellen de kleurstof astaxanthine bijgevoerd om zodoende toch een roze vleeskleur te verkrijgen. Deze gekweekte forellen worden in de regel verkocht als zalmforel. Verder wordt de regenboogforel ook veel gekweekt om uit te zetten in toeristische gebieden met het doel de visstand aantrekkelijk te maken voor sportvissers.

## Bescherming en bedreiging
Vanwege al de lokale variëteiten die heel vaak bedreigd worden door visserij, milieuproblemen, en/of stuwdammen zijn er aan de Noordwestkust van Noord-Amerika heel veel programma's om specifieke populaties van de regenboogforel te beschermen. Niet alleen bedreigde kleine redbandpopulaties, ook steelheadpopulaties worden vaak beschermd.
- Video

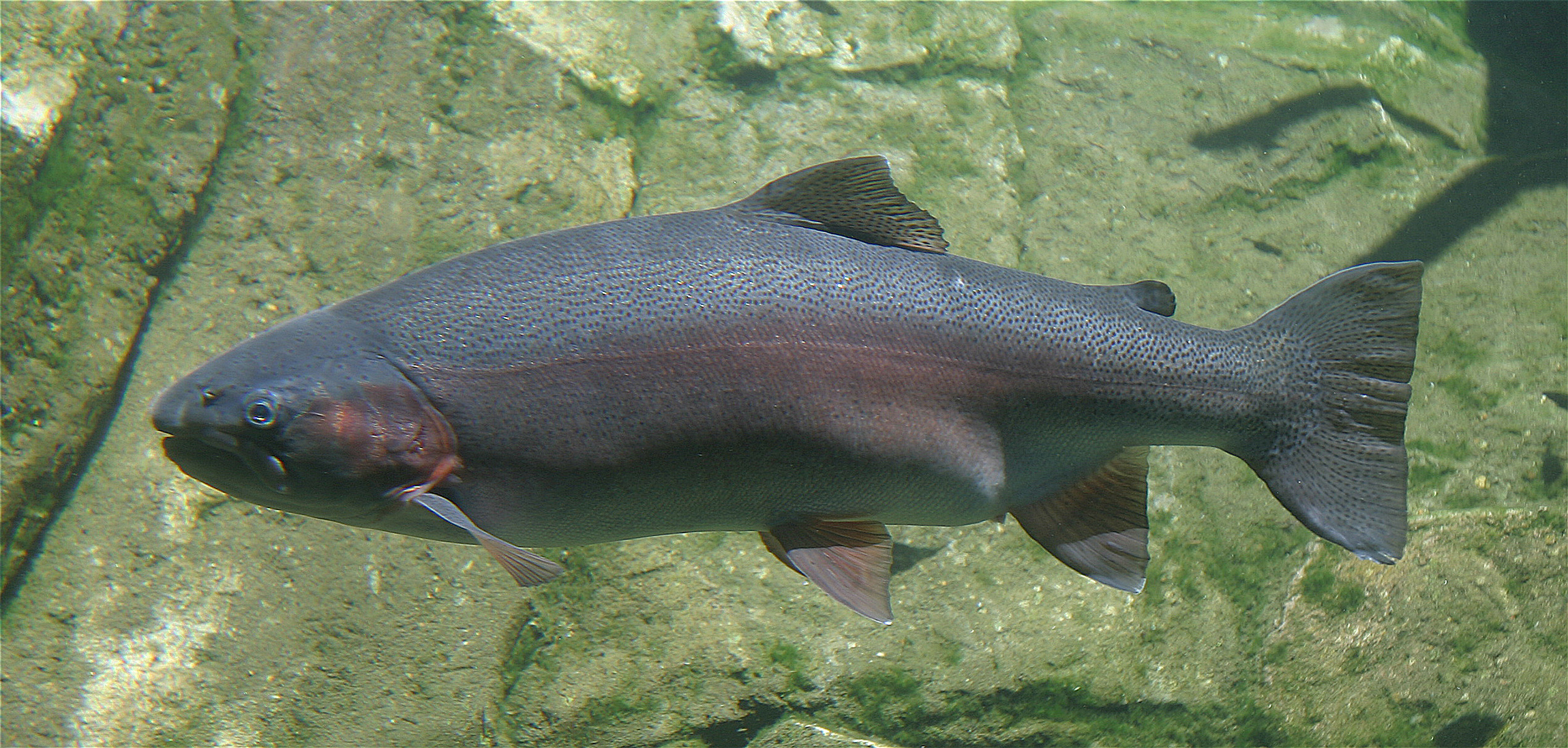
Steelhead Oregon Zoo
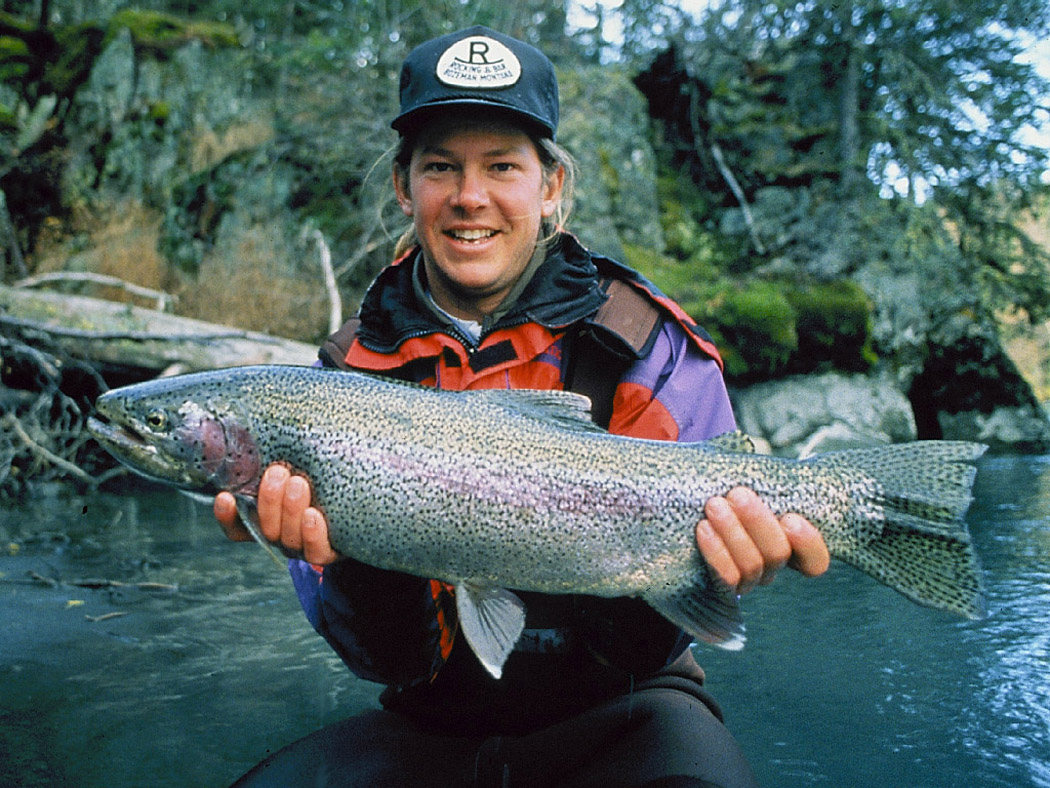
Steelhead met duidelijk vlekkenpatroon
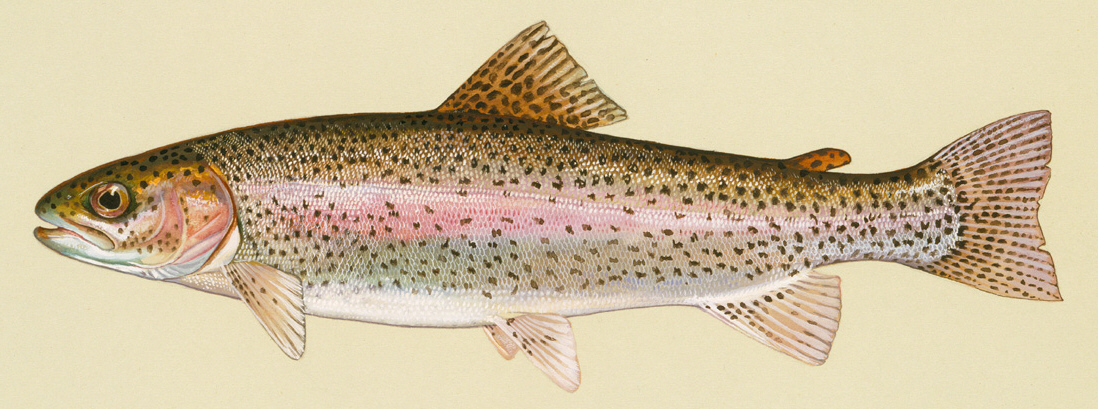
Red band type
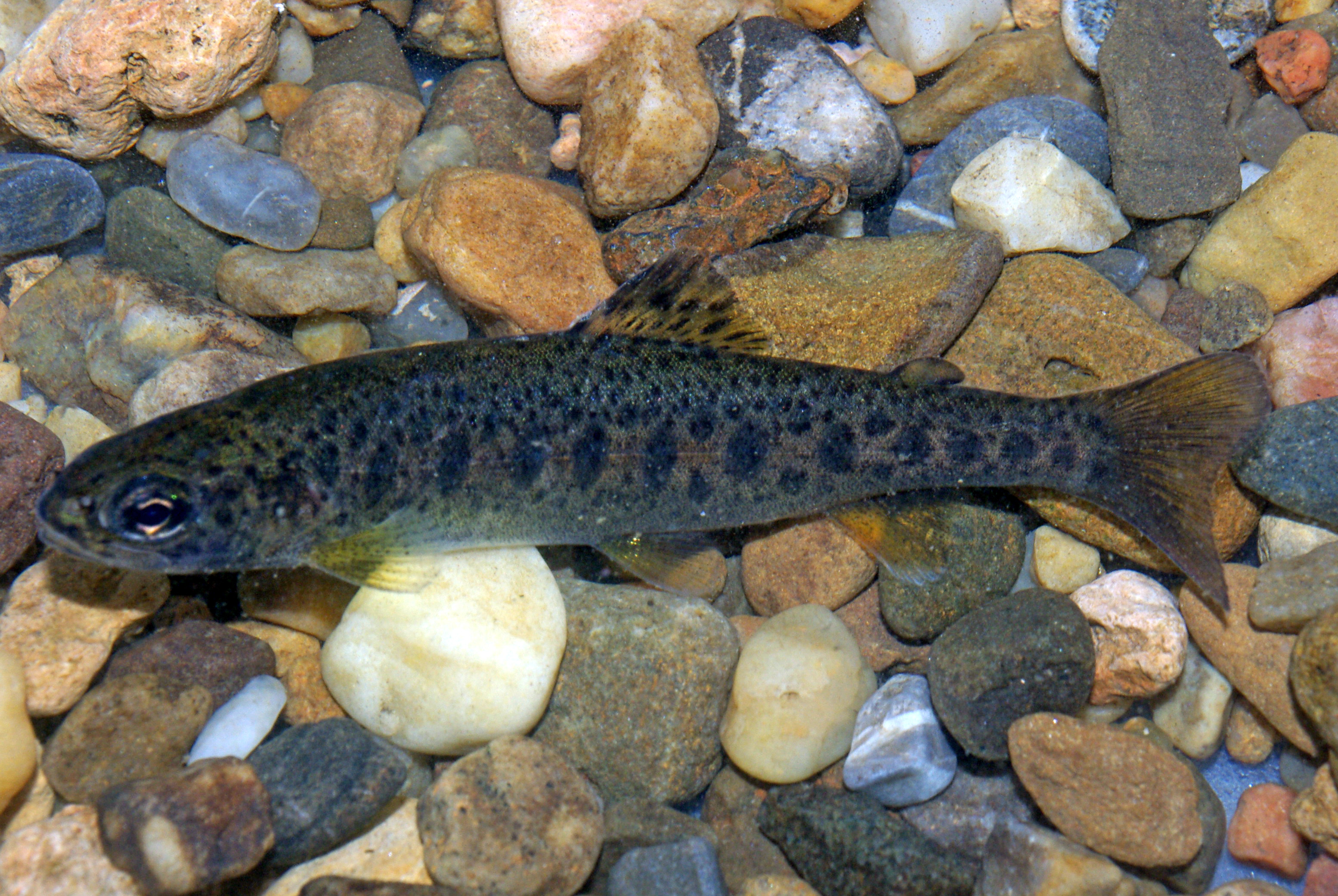
Jonge regenboogforel